# 艾莉絲·歐斯曼
艾莉絲·梅·歐斯曼（英語：Alice May Oseman，1994年10月16日—）是一位出生於英國查塔姆的青年小說家同時也是插畫家和編劇。她的第一本小說《Solitaire》在她19歲時出版。她也是《Radio Silence》、《I Was Born For This》、《Loveless》和網絡漫畫《戀愛修課》的作者。她的小說探討英國當代青少年生活中的議題，並獲得了多個獎項——Inky Awards和 United By Pop Awards。

## 早年生活與教育
歐斯曼出生於查塔姆，她與弟弟威廉在羅徹斯特附近的一個村莊長大，並就讀羅切斯特文法學校。2016年畢業於杜倫大學，獲得英國文學學士學位。

## 職業生涯
歐斯曼的第一本小說《Solitaire》2014年由哈珀柯林斯出版。 它講述了一個悲觀的少女多莉·史普林（Tori Spring）的故事，他遇到了與她截然相反的Michael一個令人難以置信的樂觀主義者。他們試圖找出誰是學校惡作劇的幕後黑手，隨著小說的進展，這些惡作劇變得更加嚴重。其他角色包括她的弟弟查理患有厭食症，並在歐斯曼的網絡漫畫《戀愛修課》中進一步探索。這部小說探討了友誼、心理健康問題、厭食症和LGBT+等議題。
歐斯曼出版了兩本關於《Solitaire》中人物的電子中篇小說，名為《Nick and Charlie》（2015年7月）和《This Winter》（2015年11月）。兩者均由哈珀柯林斯兒童讀物出版。
2016年，歐斯曼出版了她的第二本小說《Radio Silence》。這部小說講述了弗朗西斯·詹維爾（Frances Janvier），是一位成績優異的高等生。她的生活圍繞著進入劍橋大學而展開，她遇到了她最喜歡的Podcast播客（其實是個害羞創作者Aled Last）。學術壓力和LGBT+等主題是這部小說的核心。歐斯曼在接受采訪時公開表示，弗朗西斯·詹維爾（Frances Janvier）在《Radio Silence》的經歷與自己在學校的壓力相似，以及後來在杜倫大學接受教育後對學術界的幻想破滅。這部小說因表現不同種族、性別和性取向的人物而受到讚譽。歐斯曼經常在他們的部落格上寫到多樣化寫作的重要性，並在採訪中談到《Solitaire》缺乏多樣性。《Radio Silence》在2017年獲得青年文學銀墨獎。
歐斯曼的第三本書《I Was Born For This》，於2018年5月出版。 它講述了Fereshteh “Angel” Rahimi 和 Jimmy Kaga-Ricci 的故事。這個故事是關於一個名為The Ark的樂隊和他們的粉絲們。 一位評論家說，書中的一個信息是，你可以成為狂熱的一部分，但你必須確保你不會迷失在其中，而作為一個極端的粉絲可以防止那些在聚光燈下的人感覺他們可以做自己。
歐斯曼也是網絡漫畫《戀愛修課》的作者和畫家，該漫畫講述了Charlie Spring（Tori Spring的弟弟）和Nick Nelson之間的浪漫關係，他們都是《Solitaire》中的角色。漫畫的前四卷已被阿歇特出版公司收購。第一卷於2018年10月出版，第二卷於2019年7月出版，第三卷於2020年2月出版，第四卷於2021年5月出版。
歐斯曼的小說因其對當代青少年生活的刻畫而被稱讚為具有“相關性的”和現實主義。她的第一本書《Solitaire》特別受到稱讚，因為她在出版交易時年紀很小，這促成了2014年7月22日的BBC早餐採訪。
2018年，為慶祝第三本青年小說《I Was Born For This》的發行，歐斯曼將所有出版的書籍都改版新的封面。重新設計的封面與新書一起於5月發布。
2020年7月，歐斯曼根據自己的大學經歷出版了青春小說《Loveless》。

## 改編
蹺蹺板電影在2019年選擇了《戀愛修課》的電視轉播權。2021年1月20日，據透露，Netflix訂購了《戀愛修課》的真人電視改編劇，由歐斯曼編寫劇本，尤若斯·林恩執導。執行製片人是蹺蹺板電影的Patrick Walters。基特·康納和喬·洛克分別飾演尼克和查理。於 2022年4月22日首播。

## 個人生活
在宣傳《Loveless》的同時，歐斯曼公開表示自己是無性戀。歐斯曼使用她和他們的代詞。